# Josep Ninot i Verdera
Josep Ninot i Verdera (Santa Coloma de Queralt, bisbat de Vic, 14 d'abril de 1608 - Lleida, 14 de juny de 1673) fou bisbe de Girona i de Lleida. Prèviament, va exercir com a agent de la Diputació de General a Roma, càrrec que va exercir almenys entre 1638 i 1645. Durant l'esclat de la Guerra dels Segadors, va treballar perquè el Vaticà fes d'intermediari entre el Principat de Catalunya i la Corona Hispànica. Retorna a Catalunya entre 1645 i 1647 com a canonge de la catedral de Barcelona. El 15 de gener de 1650 és nomenat prior antic de la congregació que regeix el santuari de Montserrat.
Acabada la guerra, s'ocupa de traslladar Lluís de Queralt i Alagó, comte de Santa Coloma, a Catalunya. Posteriorment va ser nomenat fiscal del Sant Tribunal de la Inquisició del Principat de Catalunya. Fou promogut a Auditor del Tribunal de la Rota Romana i després d'exercir com a tal en aquella ciutat fou presentat com a bisbe de Girona, després del trasllat de Josep Fageda al de Tortosa. Roig i Jalpí diu que governà amb gran prudència. Declarà a Bonós i Maximià, sants màrtirs de Blanes, amb consulta del seu cabiscol, com a sants patrons d'aquesta ciutat amb la confirmació de la Santa Congregació de Ritibus a 10 de març de 1668. Fou promogut al bisbat de Lleida aquell mateix any, ciutat on morí anys més tard. Va ser enterrat el 21 de juny de 1673 davant l'altar major de l'església parroquial de Santa Coloma de Queralt.